# Cyril Briggs (cầu thủ bóng đá)
Cyril Briggs (24 tháng 11 năm 1918 – 26 tháng 11 năm 1998) là một cầu thủ bóng đá người Anh thi đấu ở vị trí trung vệ ở Football League.